# Elisabeth Dickmann
Elisabeth Dickmann (* 18. September 1937 in Marburg) ist eine deutsche Historikerin. 

## Leben
Nach dem Abitur 1957 absolvierte Dickmann von 1957 bis 1959 eine Ausbildung zur Diplombibliothekarin an wissenschaftlichen Bibliotheken in Marburg und Frankfurt am Main und von 1963 bis 1969 ein Studium der Fächer Geschichte, Kunstgeschichte und Soziologie in Marburg und an der FU Berlin. Im Jahr 1969 legte sie die Magisterprüfung an der FU Berlin ab. 1970 erhielt sie ein Promotionsstipendium des DAAD in Rom und 1971 ein Promotionsstipendium des Landes Hessen. Im Jahr 1982 legte sie an der Universität Bremen ihre Dissertation unter dem Titel Die Rezeption Giuseppe Mazzinis im italienischen Faschismus vor. Von 1972 bis 1985 arbeitete sie als Fachreferentin und Abteilungsleiterin an der Universitätsbibliothek Bremen und von 1985 bis 2002 als wissenschaftliche Mitarbeiterin mit Forschungs- und Lehraufgaben in den Studiengängen Geschichte und Italianistik an der Universität Bremen. 1996 gründete sie mit Eva Schöck-Quinteros das Hedwig Hintze-Institut Bremen und ist dort von 1996 bis heute als Geschäftsführerin tätig. Sie ist zudem im Vorstand der Hedwig Hintze-Gesellschaft für historische Forschung und Bildung e.V. Bremen. 1985 gründete sie  für den musikalischen Nachwuchs CRESCENDO. Verein zur Förderung junger Musiker/innen e.V. Bremen, den sie bis zu seiner Auflösung 2019 leitete.

## Publikationen (Auswahl)
- Die Rezeption Giuseppe Mazzinis im italienischen Faschismus. Haag + Herchen, Frankfurt am Main 1982, ISBN 3-88129-551-8 (Zugleich: Bremen, Universität, Dissertation, 1982).
- mit Panos Voglis: Anpassung und Widerstand in Deutschland 1933–1945 (= Universität Bremen, Bibliothek. Veröffentlichungen der Abteilung Gesellschaftswissenschaften und der Spezialabteilung. 39, ZDB-ID 519531-7). Universität und Universitätsbibliothek Bremen, Bremen 1982.
- als Herausgeberin mit Marianne Friese: Arbeiterinnengeschichte im 19. Jahrhundert. Studien zum sozio-kulturellen Wandel und zum politischen Diskurs in den Frauenbewegungen in Deutschland, England, Italien und Österreich (= Frauenforschung interdisziplinär. Historische Zugänge zu Biographie und Lebenswelt. 1). Lit, Münster u. a. 1994, ISBN 3-8258-2309-1.
- als Herausgeberin: Fritz Dickmann (1906–1969). Ein Leben zwischen Krieg und Frieden (= Schriftenreihe des Hedwig-Hintze-Instituts Bremen. 3, ZDB-ID 2059454-9). Hedwig-Hintze-Institut, Bremen 1996.
- als Herausgeberin mit Eva Schöck-Quinteros: Politik und Profession. Frauen in Arbeitswelt und Wissenschaft um 1900. Arbeitskreis Historische Frauenforschung an der Universität Bremen, Bremen 1996, ISBN 3-88722-372-1.
- als Herausgeberin mit Eva Schöck-Quinteros: Barrieren und Karrieren. Die Anfänge des Frauenstudiums in Deutschland (= Schriftenreihe des Hedwig-Hintze-Instituts Bremen. 5). Trafo-Verlag Weist, Berlin 2000, ISBN 3-89626-178-9.
- Die italienische Frauenbewegung im 19. Jahrhundert (= Geschichte der italienischen Frauenbewegung. 1). DEE – Domus Editoria Europea, Frankfurt am Main 2002, ISBN 3-927884-62-6.
- Die Historikerin Hedwig Hintze (1884–1942). Bibliografie (= Schriftenreihe des Hedwig-Hintze-Instituts Bremen. 1). 2., durchgesehene und aktualisierte Auflage. trafo, Berlin 2017, ISBN 978-3-86464-042-1.
- als Herausgeberin: Hedwig Hintze: Verstreute Schriften (= Schriftenreihe des Hedwig-Hintze-Instituts Bremen. 11). trafo, Berlin 2021, ISBN 978-3-86464-074-2.